# Appendicula lucida
Appendicula lucida är en orkidéart som beskrevs av Henry Nicholas Ridley. Appendicula lucida ingår i släktet Appendicula och familjen orkidéer. Inga underarter finns listade i Catalogue of Life.